# میز گرد
میز گرد (انگلیسی: Round Table) منتسب به شاه آرتور و بخشی از افسانه‌های مربوط به ماهیت بریتن است. شاه آرتور و شوالیه‌هایش به دور این میز جمع می‌شدند و به دلیل شکل خاص این میز (گِرد بودن)، هیچ گوشه و زاویه‌ای نداشت و این بدان معنا بود که «هر کسی در هر جای آن قرار می‌گرفت با دیگران مساوی بود و جایگاه و مرتبه خاصی نداشت.» میز، برای اولین بار توسط وس و در سال ۱۱۵۵ توصیف گردید. نماد و استعارهٔ میز گرد برای سال‌ها گسترش یافت.

## نگارخانه

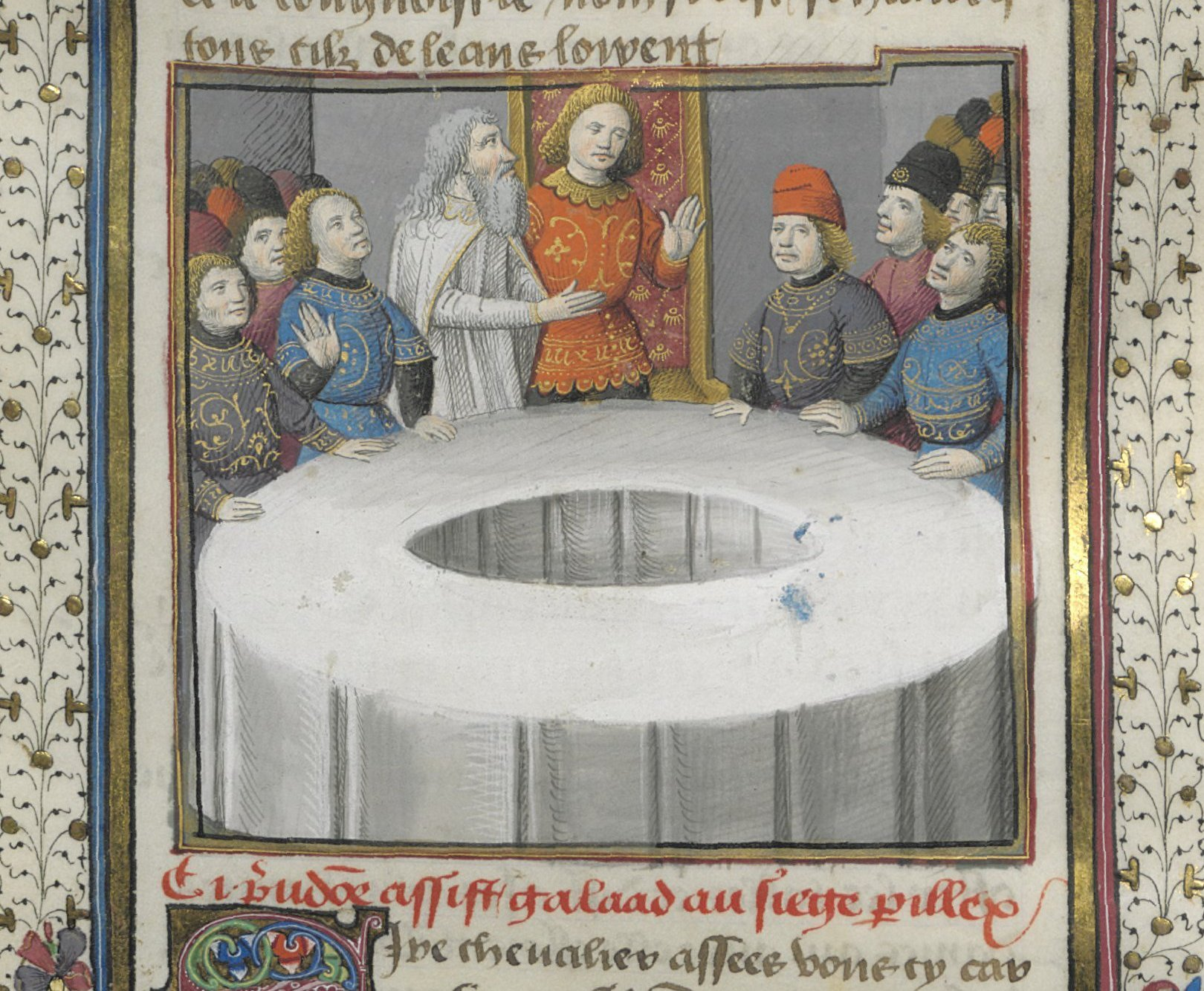
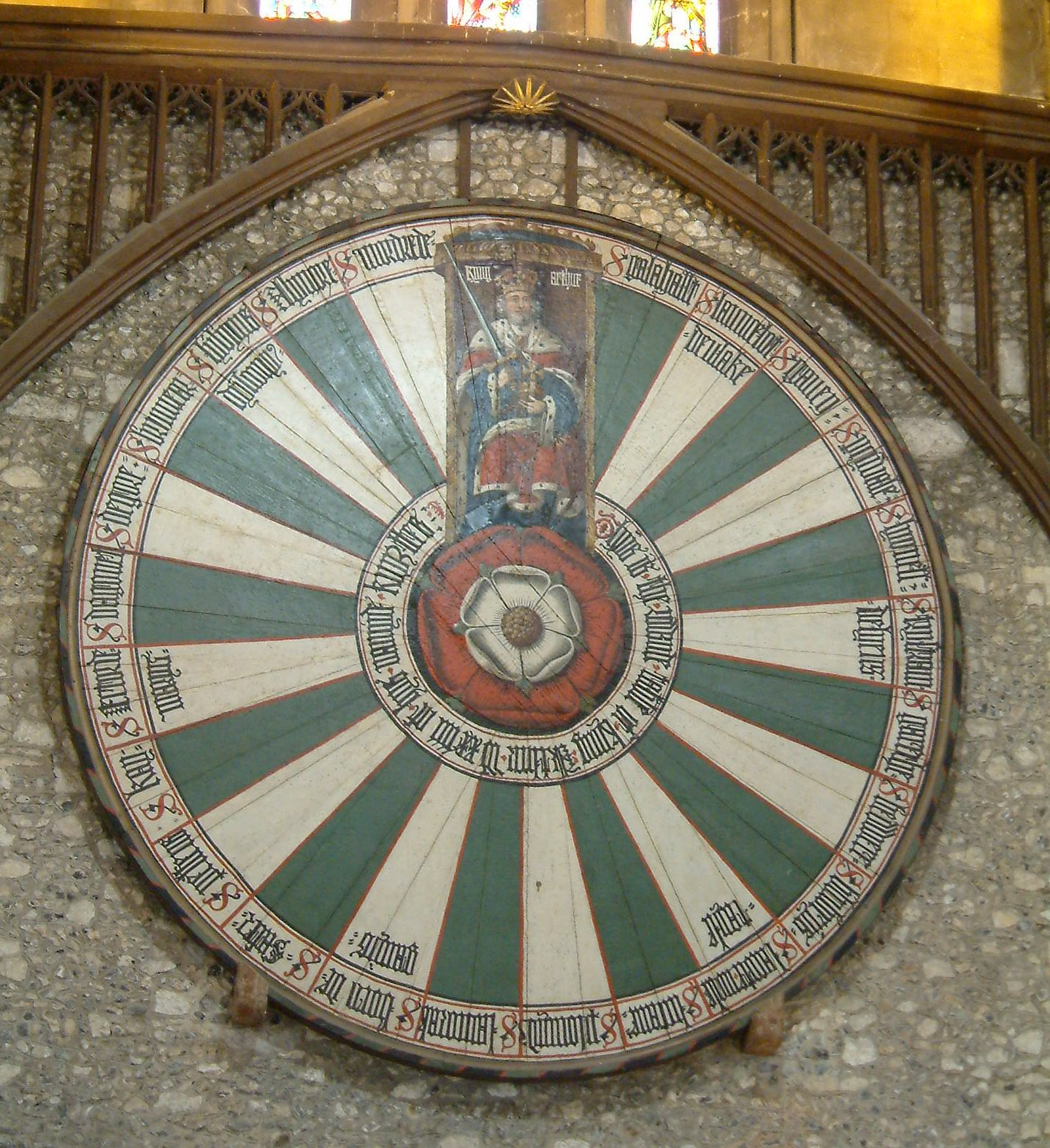